# Шилекша (Ивановская область)
Шилекша — село в Кинешемском районе Ивановской области. Административный центр Шилекшинского сельского поселения. Расстояние до районного центра (город Кинешма) — 37 км.

## География
Село расположено на реке Шилеконке, притоке реки Ёлнати, на обеих её берегах, в центральной части Шилекшинского сельского поселения.

## Этимология
По легенде, селение было пожаловано великим князем некому татарскому царевичу Шилекше, который перешёл на русскую службу.
В действительности название села производно от названия реки. Предположительно, река раньше называлась Шилекша. Этот гидроним встречается в Нижегородской, Костромской и Вологодской областях. Учёные производят название реки от финно-угорской основы со значением «шуметь», «журчать», «бурлить».

## История
На рубеже XIV—XV веков в этих местах был основан Ферапонтов монастырь. Вскоре неподалёку от него на реке Ёлнать возникла небольшая слободка в одну улицу.
В Смутное время село выросло за счёт крестьян, бежавших в леса, в том числе к уединённому Ферапонтову монастырю. В дальнейшем рост села определялся выгодным положением на торговом пути в Кинешму, Лух, Шую и Юрьевец. В слободе велась торговля гончарными и шерстяными изделиями, валенками, товарами бондарного производства.
С XVIII века в слободе и окрестных земля были развиты различные промыслы, включая плетение лаптей, изготовление льняного масла, выжигание древесного угля. Местный древесный уголь, имея хорошее качество, пользовался спросом в кузницах и на мелких производствах в Кинешме и Вичуге. Крестьяне Шилекши занимались изготовлением качественных валенок, по заказам крупных лесопромышленников — заготовкой леса, который они сплавляли по Ёлнати и далее вниз по Волге. В 1770-х годах слобода стала частью Кинешемского уезда Костромской губернии. В Шилекше появились крупные предприниматели, включая семьи Тютчевых и Оладьиных. Они владели постоялыми дворами, кустарными мастерскими, трактирами, харчевнями и восемью чайными.
В 1800 году возведена кирпичная Троицкая церковь. В XIX веке Шилекша была волостным центром Кинешемского уезда. Благодаря промыслам и обширной торговле, в течение XIX века Шилекша была богатым селением. После отмены крепостного права в слободе активно велась земская деятельность, действовали школа и больница.
В справочной книге 1911 года указано, что прихожан Троицкой церкви было 1040 мужского пола и 1141 женского пола. Большая их часть занималась выделкой валяной обуви. В приходе значится Шилекшинское земское училище.
В Шилекше «кулаки» не один раз организовывали погромы, призывали идти в Кинешму и свергнуть с большевиков. В предвоенные годы многие звенья стахановцев из Батман и Решмы, Журихина и Шилекши, Зобнина и Закусихина смогли добиться рекордных урожаев и становились участниками областной и Всесоюзной выставок достижений народного хозяйства.
В настоящее время Шилекшинский дом ремёсел предпринимает попытки возродить традиционные ремёсла: гончарное, бондарное, лозоплетение.
После того, как российский военнослужащий Сергей Обухов погиб в Херсоне в пьяной перестрелке с сотрудниками ФСБ, ему установили памятную доску, чтобы почтить его гибель «при исполнении воинского долга».

## Население
| 1872 | 1897 | 2002 | 2010 |
| ---- | ---- | ---- | ---- |
| 24   | ↗30  | ↗315 | ↗441 |

## Инфраструктура
- Администрация Шилекшинского сельского поселения
- Отделение почтовой связи № 155828
- Шилекшинская основная общеобразовательная школа
- Социально-культурное объединение Шилекшинского сельского поселения
- Мужская колония-поселение № 12 Шилекша Управления ФСИН по Ивановской области (ул. Центральная, д. 32)[11]
- Магазины
- Крестьянские (фермерские) хозяйства

## Храмы
В XVII веке в селе имелся деревянный храм. Когда он обветшал, была возведена первая каменная церковь.
В 1800 году на средства петербургского купца Федота Даниловича Сыренкова построены пятиглавая церковь и колокольня, сохранившиеся до настоящего времени. Несколько позднее сооружена соединившая их трапезная. Здание храма кирпичное, фасады здания оштукатурены. Храм представляет собой оригинальный памятник в стиле раннего классицизма, снабжён живописной композицией венчания. В церкви сохранилась основа иконостаса конца XIX века, выполненная в духе эклектики.
Согласно справочной книге 1911 года, храм в то время был обнесён каменной оградой, а при церкви имелось кладбище. В храме было три престола: во имя Пресвятой Троицы, Архангела Михаила и Николая Чудотворца. Постоянные средства церкви составляли «проценты в количестве 5 руб. с капитала общего назначения, до 85 руб. в год доход от часовни, находящейся на торговой церковной площади, и до 500 руб. в год арендной платы за ту же площадь». Причт включал священника, диакона и псаломщика. В пользовании причта состояла церковная земля в размере: «усадебной 4 десятины 527 кв. сажень, пахотной 86 десятин 1156 кв. сажень, луговой 7 десятин 2314 кв. сажень и лесной 22 десятины 1600 кв. сажень». У церкви имелось 23 приходских селения, самое дальнее из которых располагалось в 8 верстах от церкви.
В 2015 году рядом с Троицким храмом построен деревянный храм Спаса Преображения.

## Транспорт
Село доступно автотранспортом. Через село проходит дорога межмуниципального значения Кинешма — Батманы — Шилекша.
- автобусная остановка.